# 밀로의 비너스

밀로의 비너스

밀로의 비너스(영어: Venus de Milo, 프랑스어: Vénus de Milo, 그리스어: Αφροδίτη της Μήλου)는 고대 그리스의 대표적인 조각상 가운데 하나로 기원전 130년에서 100년 사이에 제작된 것으로 추정된다.
그리스 신화에서 사랑과 미를 관장하는 여신인 아프로디테(로마 신화의 비너스)를 묘사한 대리석상으로 길이는 203cm이다.이 작품은 헬레니즘 시대의 작품이다. 이 조각상은 1:1.618의 황금 비율이며 8등신이다. 이 작품은 두 팔이 없지만 전문가들은 다양한 연구로 왼팔은 사과를 꽉 잡고 있는 형태였고 오른팔은 배에 있는 흔적으로 흘러내리는 옷을 잡고 있는 형태였던 것으로 추정하고 있다.  
현재 프랑스 파리 루브르 박물관에 전시되어 있다. 루브르 박물관의 3대 작품이라고 선정 될 만큼 그 예술성이 위대하다고 평가된다.
밀로의 비너스는 1820년 4월 8일 당시 오스만 제국의 영토였던 밀로스섬의 농부 요르고스 켄트로타스에 의해 발견되었다. 며칠 후 프랑스 탐험가이자 해군 장교 쥘 뒤몽 드위빌(Jules Dumont d'Urville)이 이 조각상의 중요성을 인식했으며 당시 오스만 제국 주재 프랑스 대사였던 샤를 프랑수아 드 리파르도(Charles François Riffardeau de Rivière)를 설득해 조각상을 구입했다. 이 조각상은 1821년 루이 18세에게 헌납되었고 루브르 박물관에 소장되어 오늘에 이르고 있다. 1821년 당시의 모습을 드로잉 한 스케치도 루브르 박물관에 소장되어 있는데 왼팔이 좀 더 남아있는 모습이다.